# Khalifiyyeh-Orde van Bahrein
Het Emiraat (koninkrijk) Bahrein werd in 1971 onafhankelijk. De Emir, Isa bin Salman al-Khalifa, stelde daarna  de Khalifiyyeh-Orde van Bahrein,(Arabisch: "Wisam al-Khalifiyyeh al Bahrein") in.
De Khalifiyyeh zijn de regerende familie.
Het kleinood is een ster met acht punten. Alleen het grootkruis heeft een verhoging in de vorm van een gouden halve maan. Het medaillon draagt het portret van de in Burnous geklede Emir. Op de ster zijn acht manen en acht parels gemonteerd. Bahrein is vermaard om zijn parelvisserij. De Orde heeft vier graden. 
Het lint is rood met een brede wit-zwart-witte streep in het midden.